# Roletto
Roletto là một đô thị ở tỉnh Torino trong vùng Piedmont, có vị trí cách khoảng 35 km về phía tây nam của Torino, nước Ý. Tại thời điểm ngày 31 tháng 12 năm 2004, đô thị này có dân số 2.019 người và diện tích là 9,8 km².
Roletto giáp các đô thị: Pinerolo, Frossasco, và Cantalupa.